# Elephantomyia fuscomarginata
Elephantomyia fuscomarginata är en tvåvingeart som beskrevs av Günther Enderlein 1912. Elephantomyia fuscomarginata ingår i släktet Elephantomyia och familjen småharkrankar. Inga underarter finns listade i Catalogue of Life.